# Nilson Jose da Silva Souza
Nilson José da Silva Souza (Rio de Janeiro, 29 de novembro de 1931) é um arqueólogo, egiptólogo, pesquisador de espeleologia, ambientalista, escritor, autor de vários trabalhos acadêmicos, tendo ênfase em Egiptologia.
Trabalhou no Centro Técnico de Arqueologia da Fundação Brasileira para Conservação da Natureza(F.B.C.N), e foi responsável pela seção de restauração e pesquisa de vidros.
Iniciou suas pesquisas sobre Egiptologia na década de 1970, através inicialmente dos acervos do Museu Nacional e ajuda de seu amigo Carlos Manes Bandeira (arqueólogo), posteriormente com o Dr. Kenneth, professor da Faculdade de Liverpool, Inglaterra, (atualmente aposentado). Nilson visitou duas vezes o Egito, tendo feito sua tese de mestrado (monografia), no assunto Livro dos Mortos.
Já escreveu mais de sessenta trabalhos monográficos sobre o Egito Antigo, destacando-se, dentre outros:
| “ | IMHOTEP, OS ESCARAVELHOS, PAPIRO EDWIN SMTH, TEMPLO ATONIANO, OS ESCARAVELHOS DE AQUENATON, OS AMULETOS DE TUTANCAMON, A PEDRA DE ROSETA, O SIMBOLISMO DAS CORES DO ANTIGO EGITO, A SIMBÓLICA DO LÓTUS NO ANTIGO EGITO, A MAÇONARIA E O EGITO, ENERGÈTICA PIRAMIDAL, A COSMOGONIA NO EGITO ANTIGO. | ” |

## Realizações
Começou a trabalhar, daquela mesma fundação, no Projeto de Pesquisas n°3, Pesquisas e Escavações Arqueológicas nos Sítios Históricos do Parque Nacional da Tijuca, com a inclusão também do levantamento espeleológico e geográfico. Nas pesquisas e escavações históricas, foi encontrada uma imensa quantidade de peças históricas do século XIX, que foram destinadas ao Museu Histórico do Primeiro Ciclo do Plantio do Café, instalado no interior da Floresta da Tijuca, no prédio do Barracão. Desde 1980, como conservacionista, participou realização das jornadas ecológicas, trilhas ecológicas, reflorestamento e a limpeza da Floresta, em atividades como S.O.S. Parque Nacional da Tijuca. Trabalhou em dezenas de projetos de pesquisa e no restauro de peças, com destaque maior para a pesquisa de campo, onde fazia a localização de ruínas de antigas fazendas e depósitos de café (sítios históricos), tendo trabalhado em mais de noventa sítios arqueológicos diferentes. 
Fez vários cursos de especialização em estudos históricos sobre o Rio Antigo, arqueologia, egiptologia, tendo recebido inúmeros diplomas.

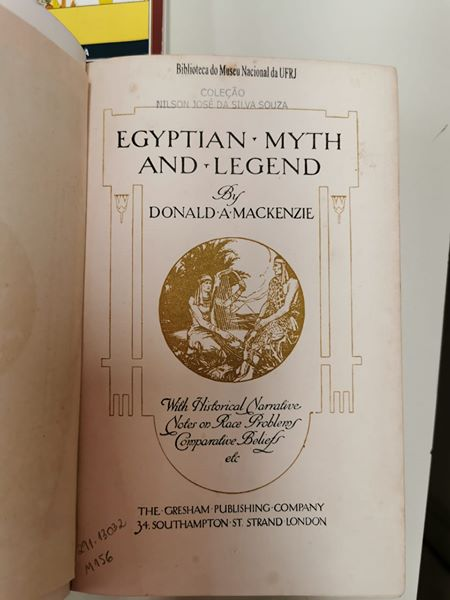
Capa do livro Egyptian myth and legend, doada ao Museu Nacional

Sua contribuição ao meio científico atual é mais de 60 artigos publicados. 

## Doação de biblioteca ao Museu Nacional
Possuidor de uma grande biblioteca em sua residência, cedeu sua coleção de mais de 1.200 livros de egiptologia para a biblioteca do Museu Nacional, no Horto Botânico, na Quinta da Boa Vista. Em retribuição, eles registraram os volumes como “Coleção Nilson José da Silva Souza”.

## Obras
SOUZA, Nilson José da Silva. Contribuição à História da Coleção Egípcia do Museu Nacional do Rio de Janeiro. Rio de Janeiro, 1999. Reg 115.567,Lv.74, Fl.447, em 07/08/1996.